# كارل دبليو. دكورث
كارل دبليو. دكورث هو سياسي أمريكي، ولد في 25 يناير 1955 في مدينة سولت ليك في الولايات المتحدة، وتوفي في 1 مايو 2018 في ماجنا في الولايات المتحدة. نشط حزبياً في Utah Democratic Party ‏ والحزب الديمقراطي. وقد انتخب عضو مجلس نواب ولاية يوتا ‏.